# Ryszard Tarasiewicz
Ryszard Jerzy Tarasiewicz (Wrocław, 1962. április 27. –) válogatott lengyel labdarúgó, középpályás, edző.

## Pályafutása

### Klubcsapatban
1979 és 1989 között a Śląsk Wrocław labdarúgója volt és egy lengyel kupagyőzelmet ért el a csapattal. 1989–90-ben a svájci Neuchâtel Xamax, 1990 és 1992 között a francia AS Nancy, 1992 és 1994 között az RC Lens, 1994–95-ben a Besançon, 1995–96-ban az Étoile Carouge játékosa volt.

### A válogatottban
1984 és 1991 között 58 alkalommal szerepelt a lengyel válogatottban és kilenc gólt szerzett. Tagja volt az 1986-os mexikói világbajnokságon részt vevő csapatnak.

### Edzőként
2004 és 2006 között a Śląsk Wrocław, 2006–07-ben a Jagiellonia Białystok, 2007 és 2010 között ismét a Śląsk Wrocław vezetőedzője volt. 2011–12-ben az ŁKS Łódź, 2012-ben a Pogoń Szczecin, 2013–14-ben a Zawisza Bydgoszcz, 2014–15-ben a Korona Kielce, 2015 és 2017 között a Miedź Legnica szakmai munkáját irányította. 2017-től a GKS Tychy vezetőedzőjeként dolgozik.

## Sikerei, díjai
- Az év lengyel labdarúgója (1989)

 Śląsk Wrocław
- Lengyel kupa
  - győztes: 1987